# Цукахара, Наоя
Наоя Цукахара (яп. 塚原 直也 Наоя Цукахара, род. 25 июня 1977) — японский гимнаст, олимпийский чемпион в командном первенстве 2004 года и многократный призёр чемпионатов мира по спортивной гимнастике.
Его отец — легендарный гимнаст Мицуо Цукахара, многократный олимпийский чемпион. В 2009 году переехал жить и работать в Австралию, гражданином которой он является с 2012 года. Последний раз выступал за национальную сборную Австралии на Играх Содружества в Глазго в 2014.

## Спортивная карьера
Наоя участвовал в Летних Олимпийских играх в 1996 году в Атланте. В составе национальной сборной Японии занял десятое место в командных соревнованиях по спортивной гимнастике, а также двенадцатое место в многоборье. Хотя он не завоевал медали на Олимпиаде, Наоя был доволен своим выступлением.
На чемпионате мира по спортивной гимнастике в 1997 году он выиграл две бронзовые медали в многоборье и на параллельных брусьях. А на чемпионате мира в 1999 году Наоя добился ещё больших успехов, выиграв две серебряные медали в многоборье и на параллельных брусьях.
Большой успех на чемпионатах мира в 1997 и в 1999 годах, позволил ему попасть в национальную сборную Японии на Олимпийские игры в Сиднее. В командном первенстве сборная Японии по спортивной гимнастике уступила бронзу сборной России, в многоборье Наоя занял восемнадцатое место, а в финале соревнований на перекладине, упав со снаряда, занял последнее место со счетом 8.825.
На чемпионате мира в 2003 году в составе сборной Японии выиграл бронзовую медаль в командном первенстве, в многоборье Наоя занял седьмое место, а на своем коронном снаряде - параллельные брусья - занял четвёртое место.
В 2004 Наоя прошёл отбор в национальную сборную Японии на Олимпийские игры в Афины (Греция). Японская команда выступила на высоком уровне и завоевало золото в командном первенстве. В квалификации на соревнования по вольным упражнениям он занял четвёртое место, получив оценку в  9.725, но так как его товарищи по сборной Исао Ёнэда и Дайсукэ Накано получили оценку лучше, Цукахара в финал соревнований не прошёл.

## Переезд в Австралию
В 2009 Наоя переезжает работать в Австралию. В 2009, 2010, 2011 и 2013 он выигрывает в  национальном чемпионате Австралии по спортивной гимнастике, а в 2012 занимает второе место после Джошуа Джеффериса. В 2012 он получает гражданство Австралии, что позволило ему участвовать в международных соревнованиях за австралийскую сборную.